# 丶
【丶】 — китайський ієрогліф. Ключ 3.  Дуже рідко використовується на письмі в японській мові.

## Значення
1. позначка; крапка, кома; пляма.
2. вогник; світло.
3. Ключ 3.

Ключ: 3 (丶 + 0);  Кількість рисок: 1.
Введення ієрогліфа методом цанзє: 戈 (I), X戈 (XI); . .

## Прочитання
| Китайська         |                   |                   |                   |                 |                 |
| Мандаринська мова | Мандаринська мова | Мандаринська мова | Мандаринська мова | Кантонська мова | Кантонська мова |
| чжуїнь            | піньїнь           | Вейд-Джайлз       | кирилиця          | ютпхін          | Єль             |
| ㄓㄨˇ             | zhǔ (zhu3)        | chu3              | чжу               | zyu2            | jyu2            |

| Корейська |         |               |              |     |          |
|           | хангиль | стара латинка | нова латинка | Єль | кирилиця |
| Звук:     | 주      | chu           | ju           | cwu | чу       |
| Назва:    | 점      | chôm          | jeom         | cem | чом      |

| Японська |                           |                              |                          |
|          | кана                      | латинка                      | кирилиця                 |
| Он:      | ちゅ                      | chu                          | тю                       |
| Кун:     | しるし てん ぼち ともしび | shirushi ten bochi tomoshibi | сірусі тен боті томосібі |
| Ім'я:    | —                         | —                            | —                        |